# Estadio municipal de San José
El estadio municipal de San José era el estadio de fútbol de Lorca. Construido en 1951 fue demolido en 2003, durante 52 años acogió los partidos como local de los equipos de Lorca. 

## Historia
En 1947 se forma en Lorca el Patronato de Deportes de la Ciudad de Lorca, formando su primera junta directiva dos años después el 22 de marzo de 1949 bajo la presidencia de Francisco Artés Carrasco (1914-1999). Durante los años cuarenta el único campo de la ciudad estaba situado junto al Instituto José Ibáñez Martín, pero el recinto no era apto para albergar encuentros de competición oficial. El 16 de marzo de 1950 el Patronato se reúne y acuerda poner en marcha la construcción de un nuevo campo de deportes, comprando para ello unos terrenos en la barriada de San José. El proyecto se calcula en unas 300.000 pesetas de la época.
Terminado el nuevo campo, entonces de tierra, en octubre de 1951 el Ayuntamiento de la ciudad lo arrenda al Club Deportivo Lorca por 30.000 pesetas anuales para la disputa de sus partidos como local. El estadio es inaugurado el 28 de octubre de 1951 a las cuatro de la tarde con un amistoso entre el CD Lorca y el CD Pinosense de Alicante que se salda con victoria lorquina por 6 a 1. Esa temporada el CD Lorca se proclama campeón de la Primera Regional ascendiendo a Tercera División, el Campo de San José acogería partidos de categoría nacional hasta 1966 cuando el Lorca desciende a Regional y desaparece. Durante los tres años siguientes Lorca queda huérfana de equipo senior en categoría nacional o regional y el San José sólo acogería partidos del Campeonato de Aficionados.
En 1969 se funda el CF Lorca Deportiva, que jugaría como local en el Campo de San José durante los próximos 25 años. El 8 de septiembre de 1971 se inaugura el nuevo césped del estadio, hasta entonces de tierra, con un partido amistoso ante el Real Madrid CF. Paco Gento, que se había retirado del fútbol en activo ese año, realizó el saque de honor. En un estadio lleno hasta la bandera el conjunto de Primera División batió al lorquino por 0-7. En 1973 se construye una nueva tribuna, se pinta todo el campo de blanco y azul y se instalan torretas de luz artificial. El 20 de agosto de ese año se estrenan las nuevas instalaciones con un amistoso frente al Real Murcia CF.
En 1984 el CF Lorca Deportiva asciende a Segunda División, por el San José pasan equipos como el Real Oviedo o el RC Deportivo de La Coruña así como la Real Sociedad en partido de Copa del Rey. A finales de los años ochenta visita el San José el Oxford United FC, siendo el primer club extranjero en disputar un partido en el recinto. En 1991, por decisión del Ayuntamiento, el CF Lorca Deportiva se ve obligado a compartir el estadio con el Lorca Promesas CF de Regional Preferente. De 1992 a 1994 ambos clubes militarían en Tercera División, alternando cada semana cada uno la localía. 
En 1994 el CF Lorca Deportiva se disuelve, y el Lorca Promesas se fusiona con la UD Lorca de Preferente para formar el Lorca CF, que sería el club que actuaría de local en el San José hasta 2002. El 7 de febrero de 1995 visita el San José el Borussia Dortmund para un partido amistoso. También en los años noventa disputarían un amistoso en el San José el Valencia CF y el AFC Ajax. Con el nuevo siglo el Ayuntamiento considera que el Estadio de San José está anticuado y, con el entonces alcalde Miguel Navarro a la cabeza, firma un Convenio Urbanístico con una serie de empresarios locales de la construcción para que construyan en la pedanía de la Torrecilla un nuevo estadio. A cambio estos empresarios se quedan con los terrenos del San José para su explotación. En 2002, con la inauguración del nuevo estadio a las puertas, el Lorca CF desaparece. Se funda entonces el Lorca Deportiva CF, que sería el último club lorquino que jugaría en el San José. La temporada 2002/03 sería la última en arrancar en el Estadio de San José. El 9 de marzo de 2003, en la jornada 27 de liga, se disputa el último partido de la historia en el San José. El Lorca Deportiva CF vence por 2-1 al Caravaca CF. Al día siguiente darían comienzo la demolición del estadio.

## Eventos
- Partido amistoso entre CF Lorca Deportiva y el Real Madrid
- Partido amistodo entre Lorca CF y el Borussia Dortmund
- Partido amistoso del Valencia CF contra el Ajax de Ámsterdam en 1997.